# Người Canada gốc Latvia
Người Canada gốc Latvia (tiếng Anh: Latvian Canadians, tiếng Latvia: Kanādas latvieši) là ười Canada gốc hoàn toàn hoặc một phần từ Người Latvia. Tại Điều tra dân số năm 2011, có khoảng 27.355 người gốc Latvia ở Canada.

## Lịch sử
Mặc dù vào năm 1921, chính phủ Canada coi tất cả những người từ các nước Baltic là người Nga, người ta biết rằng có một số người Latvia sống ở Canada trong những năm đó, bởi vì vào năm 1961, 379 người Latvia chỉ ra rằng họ có đến Canada trước năm 1921, và có lẽ hầu hết đã rời Latvia sau Cách mạng năm 1905. Từ năm 1921 đến năm 1945, 409 người Latvia đã đến Canada, mặc dù trong cuộc điều tra dân số năm 1941 đã liệt kê 975 người tuyên bố là người gốc Latvia.
Sau Chiến tranh thế giới thứ hai năm 1947, nhiều người Latvia chuyển đến Canada với tư cách người tị nạn chiến tranh. Cuộc di cư này, chiếm 92% người Latvia nhập cư vào đất nước này từ năm 1921 đến năm 1965, kết thúc vào năm 1957. Nhiều người trong số những người Latvia này đã làm việc trong các khu vực nông nghiệp trong những năm đầu tiên ở Canada, nhưng sớm định cư ở các thành phố. Đến năm 1961, chỉ có 10% những người nhập cư đó sống ở các vùng nông thôn và nông trại (6% ở nông thôn và 4% ở nông trại). Phần lớn những người nhập cư Latvia vào Canada năm 1991 là phụ nữ, phụ nữ nhiều hơn đàn ông 775 người.